# هانس بيرغ
هانس بيرغ (بالنرويجية البوكمول: Hans Berg)‏ هو سياسي نرويجي، ولد في 25 فبراير 1902 في النرويج، وتوفي في 15 أغسطس 1980. حزبياً، نشط في الحزب الديمقراطي المسيحي. وقد انتخب عضو برلمان النرويج ‏.